# Batman : Année Un
Cet article concerne le comic book. Pour le film d'animation, voir Batman: Year One (film).
« Année Un (Year One) », appelé plus tard « Batman : Année Un (Batman: Year One) », est un arc narratif d’un comic book américain publié par DC Comics et qui retrace la première année du super-héros Batman en tant que justicier. Il a été écrit par Frank Miller, illustré par David Mazzucchelli, coloré par Richmond Lewis et lettré par Todd Klein. À l’origine Batman : Année Un apparaissait dans les numéros no 404 à 407 du comics Batman en 1987. En plus de raconter le début de la carrière de Batman, l’histoire présente simultanément la vie de l’officier James Gordon récemment transféré – et finalement le début de leur partenariat.
Depuis sa première publication, l’histoire a été réimprimée sous différents formats et éditions, aussi bien aux États-Unis que dans d'autres pays. Pour sa traduction française, le titre eut plusieurs versions : Vengeance oblige chez Comics USA, Batman : Année Un chez Delcourt et Urban Comics, mais Panini Comics conserva le titre original.
L’arc narratif a été adapté en film d'animation en 2011.

## Histoire éditoriale

### Contexte
Batman (Bruce Wayne) est un super-héros apparaissant dans les comics books américains publiés par DC Comics et qui débuta dans « L’affaire du Syndicat de la Chimie », une histoire publiée dans Detective Comics no 27 (mai 1939). Il fut créé par l’artiste Bob Kane et l’écrivain Bill Finger pour capitaliser sur le succès de l’autre super-héros de DC, Superman. Il s’inspira des personnages des histoires de pulp fiction, tel que le Shadow,. L’origine de Batman fut introduite dans deux pages par Kane et Finger dans Detective Comics no 33 (novembre 1939). Dans le récit, un jeune Bruce est le témoin du meurtre de ses parents, Thomas et Martha, des mains d’un agresseur. Bruce fait le vœu de venger la mort de ses parents en combattant le crime. Il prit l’identité de Batman après qu’une chauve-souris entra dans sa demeure par sa fenêtre une nuit. Pour l’histoire, Finger transpose des éléments des contes publiés dans Popular Detective et The Phantom, tandis que Kane reprend l’art de Tarzan et de Junior G-Men (en).
Dans les années qui suivirent, une grande partie de la continuité de DC devint confuse et contradictoire. Des exemples de ceci étaient présents dans l’origine de Batman : dans une histoire de 1948, Finger donna un nom à l’agresseur (Joe Chill), et en 1956 il fut écrit qu’il tua les parents de Bruce pour le compte de la mafia. Finger continua aussi à suggérer que le personnage de Batman fut inspiré par un costume de chauve-souris que Thomas porta lors d'un bal masqué. D’autres récits dépeignent Bruce voyageant à travers le monde pour apprendre les compétences dont il aurait besoin en tant que Batman. Dans un effort de résoudre les erreurs de continuité de l’Univers DC, Marv Wolfman et George Pérez produisirent la série limitée en 12 numéros, Crisis on Infinite Earths. Les plans de Wolfman pour l’Univers DC après Crisis on Infinite Earths incluaient de relancer chaque série de comics de DC avec un nouveau premier numéro.
Durant la production de Crisis on Infinite Earths, Frank Miller devint le scénariste du comics de Marvel, Daredevil. Miller avait été à l’origine le dessinateur de la série, mais l’éditeur Dennis O'Neil fit bientôt de lui le scénariste de celle-ci. Les ventes augmentèrent spectaculairement après que Miller ait commencé à écrire. Pour une histoire de Daredevil acclamée par la critique, Miller collabora avec l’artiste David Mazzucchelli. Miller alla également travailler pour DC et produisit la série influente de quatre numéros The Dark Knight Returns (1986). O'Neil passa aussi chez DC.

### Développement

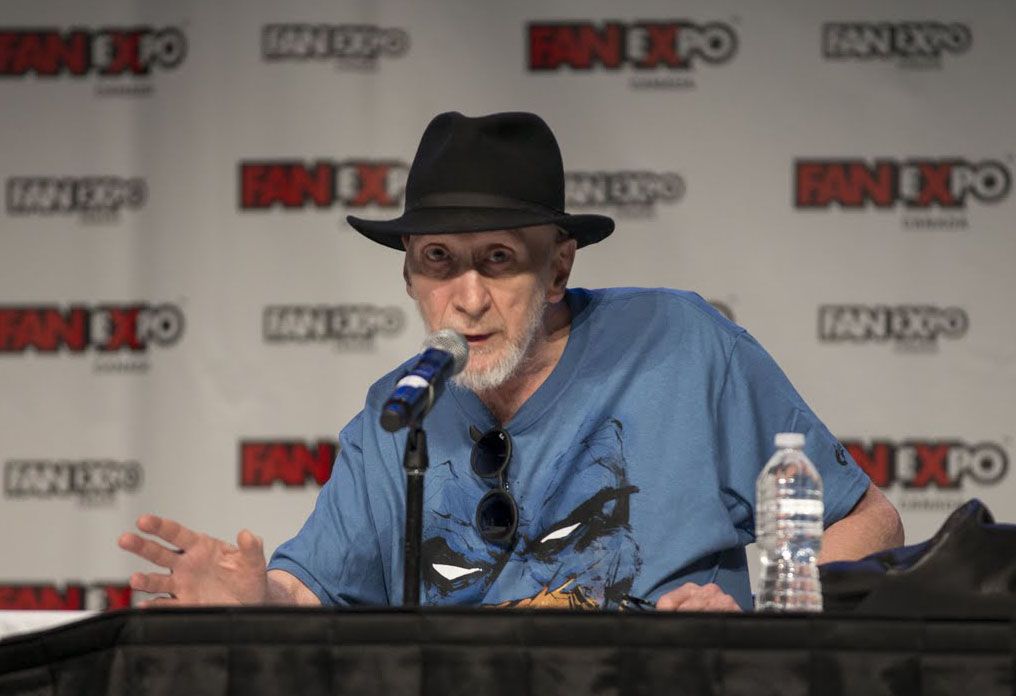
Frank Miller, auteur de "Année Un", à la Fan Expo 2016 de Toronto, Canada

Le contrat que Miller signa pour produire The Dark Knight Returns requérait aussi qu’il écrive une nouvelle histoire sur l’origine de Batman. Alors que Miller avait géré l’écriture et les dessins de The Dark Knight Returns, il écrivit simplement « Année Un », tandis que Mazzucchelli se chargea du dessin. Dans le passé, Miller avait été débordé d’avoir eu à gérer le travail d’écriture et d’illustration. Todd Klein s’occupa du lettrage du récit, tandis que la femme de Mazzucchelli, Richmond Lewis, s’occupa des couleurs. O'Neil édita les numéros. D’après O'Neil, le contrat que Miller et Mazzucchelli avaient signé pour produire « Année Un » dans la série Batman garantissait la publication du récit dans les 6 mois.

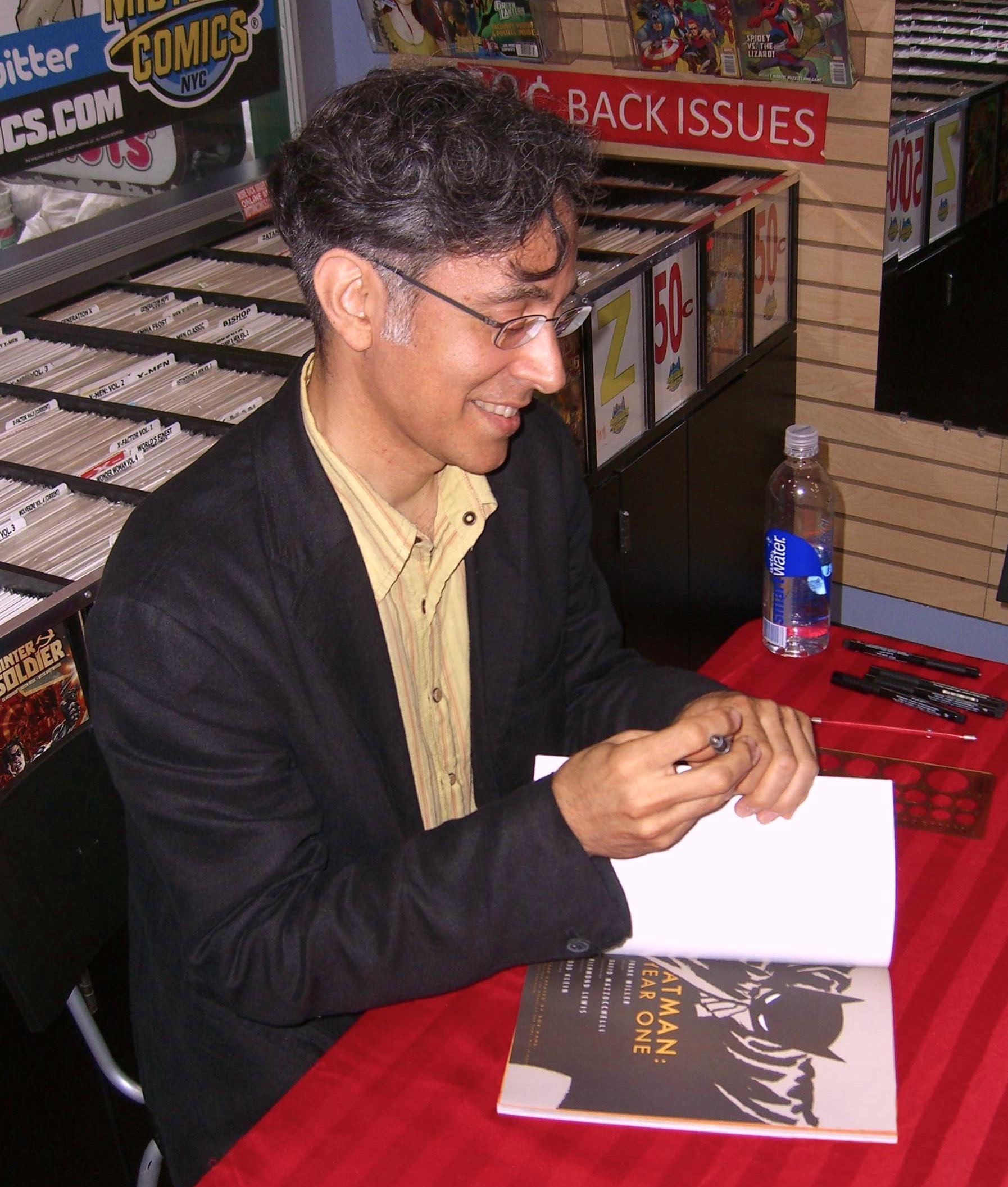
David Mazzucchelli signant une copie de l'édition reliée en 2012

« Année Un » a été conçu à l’origine comme un roman graphique. Dennis O'Neil, à qui on a demandé d’éditer plusieurs numéros de Batman, était ami avec Miller et appris l’existence de l’histoire. Réfléchissant sur les faibles ventes de Batman, O'Neil attrapa Miller un jour lors d’une marche à Los Angeles et les convainquit, lui et Mazzucchelli, de sérialiser l’histoire dans la série en cours. Miller était réticent au départ ; il estimait que ce serait difficile parce qu’il devait s’assurer que l’histoire reste canonique à l’Univers DC, un point dont il n'avait pas eu à se soucier quand il écrivait The Dark Knight Returns. En outre, le rythme de Miller devrait être modifié en raison du nombre de pages relativement petit de la série. O'Neil soutient que Crisis on Infinite Earths avait complètement recréée l’Univers DC, alors Miller devrait être capable d’avoir la même liberté créative que The Dark Knight Returns lui avait permis. Il rassura aussi Miller que Mazzucchelli et lui « n'allaient rien perdre » en sérialisant le récit.
Frank Miller a dit qu’il avait gardé l’histoire de base de Bob Kane et Bill Finger pour « Année Un » mais qu’il la développait. En écrivant l’histoire, Miller chercha des parties de l’origine de Batman qui n’avaient jamais été explorées. Il garda les éléments principaux intacts, tel que le meurtre des parents de Bruce, mais les réduisit à de brefs flashbacks. Les aventures à travers le monde de Bruce furent l’une des choses que Miller supprima comme il les trouvait inintéressantes. Plutôt que de décrire Batman comme une grande icône, comme il l’avait fait dans The Dark Knight Returns, Miller choisit de présenter le Batman de « Année Un » comme un homme moyen et inexpérimenté qui essaye de faire une différence dans la société, parce qu’il croit qu’un super-héros est moins intéressant quand il est plus efficace. Des exemples de ceci inclus Batman qui sous-estime ses opposants, qui se fait tirer dessus par la police, et son costume qui est trop grand. La violence de l’histoire fut gardée au niveau de la rue, mettant l'accent sur le roman noir et le réalisme.
Pour l’illustrer, Mazzucchelli chercha à donner à « Année Un » une apparence sale, étouffante et sombre. Son interprétation de Gotham City a été conçue pour symboliser la corruption, présentant des couleurs aux tons boueux qui donnent l’impression que la ville est sale et a besoin d’un héros. Le papier journal utilisé dans Batman fut incapable de reproduire les effets visuels et brillamment colorés de The Dark Knight Returns, alors Mazzucchelli prit « Année Un » avec une approche plus sombre et terre à terre.

### Publication
En accord avec les plans de Marv Wolfman, O'Neil voyait initialement « Année Un » comme le début d’un second volume de Batman et s’attendait à ce que la première partie soit le premier numéro. Cependant, Miller rejeta cette idée. Il expliqua : « Je n’avais pas besoin de couper dans la continuité avec une lame aussi tranchante que je le pensais. Faire le Dark Knight m’avais montré qu’il y avait suffisamment de bons éléments... Je ne sentais pas qu’étoffer une partie inconnue de l’histoire de Batman justifié d’effacer 50 ans d’[aventures] ». Ainsi, les quatre numéros de « Année Un » ne possèdent aucun lien de continuité avec les numéros passés de Batman.
| Titre français                                | Titre anglais                            | Numéro        | Date de couverture |
| --------------------------------------------- | ---------------------------------------- | ------------- | ------------------ |
| Chapitre Un : Qui je suis, Comment je suis né | Chapter One: Who I Am - How I Come to Be | Batman no 404 | Février 1987       |
| Chapitre Deux : La Guerre est déclarée        | Chapter Two: War is Declared             | Batman no 405 | Mars 1987          |
| Chapitre Trois : L'Aube noire                 | Chapter Three: Black Dawn                | Batman no 406 | Avril 1987         |
| Chapitre Quatre : Un Ami dans le besoin       | Chapter Four: Friend in Need             | Batman no 407 | Mai 1987           |

### Éditions reliées

#### Éditions américaines
Une des premières éditions reliées de « Année Un » parue dans The Complete Frank Miller Batman, publié par Longmeadow Press en 1989. Une édition reliée dédiée, Batman: Year One, fut publiée en octobre 1997 avec une couverture souple  (ISBN 978-0-9302-8933-1). Elle fait 96 pages et contient les quatre numéros de « Année Un ».
DC sortit une « édition deluxe », avec une couverture cartonnée, de Batman: Year One  (ISBN 978-1-4012-0690-1) pour coïncider avec la sortie de Batman Begins en avril 2005. Cette édition inclus les introductions de Miller et Mazzucchelli, les dessins crayonnés d’origine, ainsi que des dessins promotionnels et non édités de Batman, des tests de couleurs de Lewis, et plusieurs pages du script originel, pour un total de 144 pages. Cette édition fut rééditée en janvier 2007, avec une couverture souple et 136 pages, avec une introduction de Dennis O'Neil  (ISBN 978-0-2902-0489-0). De nouvelles versions de cette édition sortirent en 2012 et 2017  (ISBN 978-1-4012-7294-4).
Pour célébrer le 75e anniversaire de Batman en novembre 2014, DC sort un exemplaire de « Année Un » dans le cadre de sa collection DC Comics Essentials. En 2015, un ensemble spécial sortit contenant l’histoire et son adaptation en film  (ISBN 978-1-4012-6004-0).
En novembre 2016, DC sort une version de 288 pages de Batman: Year One, l’édition « DC Comics Absolute Edition ». Elle est fournie avec deux livres cartonnés dans un fourreau : l’un qui réimprime une version remastérisée de l’histoire, avec des couleurs retouchées ; et l’autre qui réimprime l’histoire originelle, sans retouches, de 1987. Les deux livres contiennent plus de 60 pages de bonus, incluant le script complet de Miller.

#### Éditions françaises
La première édition française sortit en 1988 dans la Collection Super-Héros de l’éditeur Comics USA. Le récit est découpé en 2 parties : Vengeance Oblige 1 : L’Aube noire (no 6,  (ISBN 978-2-8769-5059-7 et 2876950596)) et Vengeance Oblige 2 : Nuit blanche (no 8,  (ISBN 2-87695-060-X)).
Comics USA réédite l’histoire dans son magazine Les Chroniques de Batman (numéros 2 et 3) en octobre et novembre 1989. La même année, France Loisirs propose une édition intégrale reprenant les 2 tomes parus chez Comics USA, sous le titre Vengeance Oblige  (ISBN 2-7242-4568-7).
En 2000, c’est Delcourt qui propose l’intégrale du récit dans sa Collection Contrebande, sous le titre Année 1  (ISBN 978-2-8405-5441-7 et 2-8405-5441-0).
En 2010, Panini Comics propose le récit dans sa Collection DC Icons en conservant le titre original, Year One  (ISBN 978-2-8094-1390-8).
Fin 2011, Urban Comics récupère les droits d’édition de DC Comics. Dès 2012, il propose Année Un dans sa Collection DC Premium sous deux versions : une avec le livre seul  (ISBN 978-2-3657-7130-6) et une avec le livre accompagné du DVD du film d’animation  (ISBN 978-2-3657-7048-4). L'édition du livre correspond à l'édition Deluxe américaine contenant les crayonnés et quelques pages du script, pour un total de 144 pages.
En 2014, pour célébrer le 75e anniversaire de Batman, Urban Comics propose Année Un dans sa Collection DC Essentiels, dans une édition Noir et Blanc  (ISBN 978-2-3657-7518-2).
En 2014, également dans le cadre du 75e anniversaire de Batman, le journal Le Soir proposa une série de 10 tomes, intitulée Batman. Le premier volume propose l’histoire Année Un  (ISBN 978-2-3657-7048-4).
En 2016, Eaglemosss, dans sa série « DC Comics : Le Meilleur des Super-Héros », propose Année Un dans le Tome 14 (absence d’ISBN).
En 2023, Urban Comics réédite Batman Année un dans sa collection petit format Nomad  (ISBN 979-1-0268-2489-3). Le récit est accompagné de l'histoire A la vie, à la mort paru dans Batman Annual #2 (2018) due à Tom King et dessinée par Lee Weeks et Michael Lark.

## Synopsis
L’histoire raconte les débuts de la carrière de Bruce Wayne sous le masque de Batman et de Jim Gordon à l’intérieur du Département de Police de Gotham City. Bruce Wayne revient chez lui à Gotham City à l’âge de vingt-cinq ans, après un entraînement à l’étranger en arts martiaux et sur les sciences, pendant les 12 dernières années. James Gordon, quant à lui, emménage à Gotham City avec sa femme, Barbara Eileen, après une mutation de Chicago. Les deux se familiarisent rapidement avec la corruption et la violence de Gotham City, avec Gordon témoignant des actions de son coéquipier, l’Inspecteur Arnold John Flass qui agresse un adolescent afro-américain pour simplement s’amuser.
Après avoir refusé les avances d’une jeune prostituée, Holly Robinson, Bruce se trouve mêlé à une bagarre avec son proxénète violent et est attaqué par plusieurs prostituées. Deux officiers de police interviennent et l’enferme dans leur véhicule de service, mais un Bruce étourdi et blessé se libère des menottes et s’enfuit. Il atteint le Manoir Wayne à peine vivant et s’installe devant le buste de son père, cherchant conseil dans sa guerre contre le crime. Au même moment, une chauve-souris pénètre par la fenêtre et atterrie sur le buste, lui donnant l’inspiration d'utiliser le symbole de la chauve-souris.
Gordon travaille pour supprimer la corruption des forces de police, mais, sur ordres du Commissaire Gillian Loeb, plusieurs officiers l’attaquent, dont Flass, qui menace personnellement la femme enceinte de Gordon. Pour se venger, Gordon qui a récupéré, prend Flass en filature, le bat et l’abandonne nu et menotté dans la neige.
Alors que Gordon devient une petite célébrité pour plusieurs actes de bravoure, Batman frappe pour la première fois, s’attaquant à un groupe de voleurs...

## Réception
La relance de l’Univers DC après Crisis on Infinite Earths fut un succès majeur, avec une augmentation des ventes de 22 % lors de la première année. DC battit Marvel sur les ventes du marché direct (direct market) pour la première fois en août et septembre 1987. Les quatre numéros de « Année Un » ne firent pas exception à cela. Deux ans avant cette relance, Batman avait un taux de vente historiquement bas de 75 000 copies par mois ; « Année Un » se vendit avec une moyenne de 193 000 copies par numéros. Ces chiffres n’avaient pas été obtenus depuis le début des années 1970. En dépit de cela, il ne dépassa pas les ventes d’autres livres comme les Uncanny X-Men, et l’édition reliée se vendît bien mais n’égala jamais les ventes de The Dark Knight Returns. L’histoire, avec son récit inspiré des romans noirs et sa violence, attira rapidement l’attention des lecteurs. Le Los Angeles Times écrivit que « Année Un » offre une mise à jour intéressante et divertissante de l’origine de Batman.
Les caractérisations de « Année Un », particulièrement celles de Batman et Gordon, ont été saluées. Hilary Goldstein (IGN) compara leur parcours vers l’amitié à l’intrigue du film Serpico ; il trouve que les arcs respectifs des deux personnages - avec celui de Gordon « qui illustre la corruption dans Gotham » et celui de Batman détaillant « la transformation d’un homme en mythe » - offrent une exploration du monde de Batman comme aucun autre. Glenn Matchett (ComicsVerse) écrivit que, contrairement à The Dark Knight Returns, le Batman de « Année Un » est plus vulnérable et inexpérimenté, ce qui rend l’histoire plus mémorable. Nick Roberts (Geek Syndicate) estime que les personnages semblent crédibles, et l’historien en comics Matthew K. Manning indique que la caractérisation est réaliste.
La description de Gotham dans l’histoire et son ton sombre ont aussi été acclamés. Le journaliste James Lovegrove décrivit « Année Un » comme un « conte de pulp noir de justicier et d’intégrité, centré sur un homme bon faisant la bonne chose dans un monde sale » et nota la brutalité de ses scènes de combat. Jason Serafino (Complex) écrivit qu’en ignorant les nombreux gadgets commerciaux et vilains de Batman, Miller a réussi à présenter Batman d'une manière palpitante et passionnante. Goldstein trouve chaque moment mémorable et écrivit « Miller ne gâche pas une seule case » en présentant une histoire sombre et dure. Glenn Matchett est d’accord, il offre une louange particulière aux scènes représentant Batman affrontant la police, les appelant le moment où Batman commence à devenir une légende.
L’art de Mazzucchelli fut noté comme de grande qualité,.

## Continuité
Avant les New 52 de 2011, Batman : Année Un existait dans la continuité principale de DC, et dans la même continuité que les autres histoires du « Dark Knight Universe » de Miller, regroupant The Dark Knight Returns, sa suite The Dark Knight Strikes Again, The Dark Knight III: The Master Race, The Dark Knight Returns: The Last Crusade, Spawn/Batman et All Star Batman and Robin the Boy Wonder. Cependant, à la suite de la relance des New 52, Batman : An Zéro remplace Année Un comme origine officielle de Batman et Année Un est reléguée à la continuité des autres récits de Frank Miller.
À la suite de Crisis on Infinite Earths, DC renouvelle un grand nombre de ses titres. Année Un fut suivi par Batman: Year Two, mais le crossover Zero Hour: Crisis in Time de 1994 effaça Year Two de la continuité. Lors d’un autre changement de continuité, Catwoman: Year One (Catwoman Annual no 2, 1995) indiqua que Selina Kyle n’est plus une prostituée, mais plutôt une voleuse qui se faisait passée pour une dans le but de commettre ses crimes.
Lancé en 1989, à la suite du succès du film Batman, le titre Batman: Legends of the Dark Knight présente les premiers exploits des quatre à cinq premières années de la carrière de Batman. Ce titre change d’équipe créative régulièrement, mais plusieurs histoires sont directement reliées aux événements de Année Un, spécialement le premier arc « Batman: Shaman ». En 1998, Jeph Loeb et Tim Sale créent Batman : Un Long Halloween et Batman : Amère Victoire, deux séries de 13 numéros qui racontent les premières années de Batman à la suite des événements de l’histoire originelle de Miller, et les origines de Double-Face et de Dick Grayson. Le récit de Année Un connait une suite dans le roman graphique de 2005, Batman : L'homme qui rit (en) (Batman: The Man Who Laughs en VO). On y suit Gordon qui informe Batman de l’existence du Joker et raconte ainsi leur première rencontre officielle. Deux autres histoires, Batman et les Monstres et Batman et le Moine Fou sont liées à la même période de la carrière de Batman, comblant le trou entre Année Un et L'homme qui rit. Les comics Robin: Année Un et Batgirl: Année Un décrivent les origines des jeunes partenaires de Batman.

## Adaptations
Après l’échec critique du film de Joel Schumacher, Batman & Robin, plusieurs tentatives sont faites pour relancer la franchise des films de Batman avec une adaptation de Année Un. Joss Whedon et Joel Schumacher ont tous deux proposés leurs idées. En 2000, Warner Bros. engage Darren Aronofsky pour écrire et réaliser Batman: Year One. Le film devait être écrit par Miller qui finissait une première ébauche du script. Cependant, le script était une adaptation libre et gardait la plupart des thèmes et des éléments du roman graphique mais en évitait d’autres qui faisaient, par ailleurs, partie intégrante du personnage. Il est mis en suspens par le studio en 2001, après qu’un individu qui affirmait avoir lu le script de Miller publia une critique négative sur Ain't It Cool News (en). En 2016, Miller annonce que le film a été annulé à cause d’un différend créatif entre lui et Aronofsky : « C’était la première fois que je travaillais sur un projet Batman avec quelqu’un ayant une vision de Batman qui était plus sombre que la mienne. Mon Batman était trop gentil pour lui. Nous nous disputions sur ce point, et je disais : "Batman ne ferait pas ça, il ne torturerait personne" ».
En 2005, Christopher Nolan commence sa trilogie Dark Knight, avec le film Batman Begins, qui tire son inspiration de Année Un et d’autres histoires. Batman Begins et sa suite The Dark Knight se déroulent durant la même période et adoptent plusieurs éléments directement pris du roman graphique. Les personnages principaux comme le Commissaire Loeb, l’Inspecteur Flass et Carmine « Le Romain » Falcone sont mis en avant dans Batman Begins. Le critique de film Michael Dodd a soutenu qu’à chaque film majeur centré sur les origines du Chevalier Noir, les références au comics Année Un augmentent. En comparant Batman contre le Fantôme Masqué avec Batman Begins, il note que « ... le Fantôme Masqué était une histoire de Batman avec des éléments de Année Un, tandis que Batman Begins était une histoire de Année Un avec des éléments supplémentaires ».
En 2011, un film d’animation sort dans la collection des films d'animation originaux de l'Univers DC (DC Universe Animated Original Movies). Il est produit par Bruce Timm, co-réalisé par Lauren Montgomery et Sam Liu. Il prend les voix de Benjamin McKenzie pour Bruce Wayne/Batman (vf : Adrien Antoine), Bryan Cranston pour James Gordon (vf : Jean-Claude Sachot), Eliza Dushku pour Selina Kyle/Catwoman (vf : Kelvine Dumour), Katee Sackhoff pour Sarah Essen (vf : Anne Rondeleux), Grey DeLisle pour Barbara Gordon (vf : Kelvine Dumour), Jon Polito pour le Commissaire Loeb (vf : Marc Alfos), Alex Rocco pour Carmine Falcone (vf : Vincent Ropion) et de Jeff Bennett pour Alfred Pennyworth (vf : Jacques Ciron). Le film est projeté en avant-première au Comic-Con de San Diego le 22 juillet 2011 puis sort en DVD, Blu-ray et VOD le 18 octobre 2011, accompagné du court-métrage DC Showcase sur Catwoman. Il est adapté en français en juillet 2012 et est proposé dans le premier tirage de l'édition d'Urban Comics sur support DVD et Blu-ray.
En 2017, la seconde moitié de la quatrième saison de la série télévisée Gotham est inspirée de Année Un.

### Documentation
- Philippe Touboul, « Batman première », BoDoï, no 32,‎ juillet 2000, p. 10.